# Patrick J. Don Vito
Patrick J. Don Vito (* 16. April im 20. Jahrhundert) ist ein Filmeditor.

## Leben
Vito war seit Beginn der 1990er Jahre als Schnittassistent tätig. Ab den frühen 2000er Jahren sammelte er erste Erfahrungen als alleinständiger Filmeditor. Seit 2008 ist er regelmäßig für den Filmschnitt für Film und Fernsehen zuständig.
Seine Arbeit an Green Book – Eine besondere Freundschaft brachte ihm 2019 eine Oscar-Nominierung ein.

## Filmografie (Auswahl)
- 2009: My Big Fat Greek Summer (My Life in Ruins)
- 2011: A Good Old Fashioned Orgy
- 2011: Damit ihr mich nicht vergesst (Have a Little Faith)
- 2013: Movie 43 (Episodenfilm)
- 2014: Mädelsabend (Walk of Shame)
- 2017: State of Mind – Der Kampf des Dr. Stone (Three Christs)
- 2018: Green Book – Eine besondere Freundschaft (Green Book)
- 2020: Arkansas
- 2022: The Greatest Beer Run Ever
- 2023: Old Dads
- 2024: Ricky Stanicky